# Rinorea murtonii
Rinorea murtonii är en violväxtart som först beskrevs av William Grant Craib, och fick sitt nu gällande namn av William Grant Craib. Rinorea murtonii ingår i släktet Rinorea och familjen violväxter. Inga underarter finns listade i Catalogue of Life.